# Gabinete Ferraz
O Gabinete Ferraz foi o ministério formado pelo Partido Conservador em 10 de agosto de 1859 e dissolvido em 2 de março de 1861. Foi chefiado por Ângelo Moniz da Silva Ferraz, sendo o 11º gabinete do Império do Brasil após o estabelecimento do Decreto n.º 523 de 1847. Foi antecedido pelo Gabinete Abaeté e sucedido pelo Gabinete Caxias II.

## Contexto
Segundo Sérgio Buarque de Holanda (2004):
A figura do novo Presidente do Conselho era bem conhecida, sobretudo pela decisiva atuação que teve no combate ao Marquês de Paraná. Em geral admirado com restrições, era temido mesmo pelos amigos, pela instabilidade e até pela incoerência.

## Composição
O gabinete foi composto da seguinte forma:
- Presidente do Conselho de Ministros: Ângelo Moniz da Silva Ferraz.
- Ministro dos Negócios do Império: Ângelo Moniz da Silva Ferraz, interino; substituído a 3 de setembro por João de Almeida Pereira Filho.
- Ministro da Justiça: João Lustosa da Cunha Paranaguá.
- Ministro dos Estrangeiros: João Lins Vieira Cansanção de Sinimbu.
- Ministro da Fazenda: Ângelo Moniz da Silva Ferraz.
- Ministro da Marinha: Francisco Xavier Pais Barreto.
- Ministro da Guerra: Sebastião do Rêgo Barros.

## Programa de governo
Segundo o Presidente do Conselho de Ministros (1859):
Saído do seio da representação nacional, conhecemos perfeitamente a nossa responsabilidade e as condições do sistema representativo. Envidaremos, pois, todos os nossos esforços, afim de podermos manter a necessária harmonia entre o Poder Executivo e as câmaras legislativas. Neste intuito, lançaremos mão de todos os meios legítimos para obter a confiança que é essencial a um gabinete parlamentar que sai do seio da representação nacional. [...] São estes os princípios que nos guiarão na rota que encetamos: esperamos, portanto, á vista deles, merecer o apoio e confiança dos representantes da nação, sem o que não é possível que vivamos parlamentarmente.
O gabinete apresentou o seguinte programa de governo:
- Aprovar medidas para combater a crise gerada pelas calamidades climáticas.
- Desenvolver as colônias de imigrantes existentes.
- Melhorar as vias de comunicação, em especial da navegação a vapor.
- Desenvolver a saúde pública.
- Modificar a legislação hipotecária.
- Proteger a lavoura.
- Regulamentar o casamento civil.
- Regulamentar as relações entre proprietários e colonos.
- Aperfeiçoar a legislação referente ao processo criminal.
- Revisar a lei eleitoral.
- Aperfeiçoar as instituições das municipalidades.
- Efetuar melhoramentos do Exército e da Armada.
- Instituir um código penal.
- Criar lei que estabeleça novas regras para os acessos dos oficiais da Armada.

## Legislação aprovada
O gabinete aprovou a seguinte legislação:
- Lei nº 1.040 de 14 de setembro de 1859: De orçamento. O Art. 13 desta lei (nas Disposições Gerais) diz assim: O governo deverá incluir especificadamente nas futuras propostas de lei do orçamento tanto as somas, que forem precisas para serviços não contemplados até agora nessas propostas, como para pagar os juros garantidos às companhias das estradas de ferro, e de outras despesas industriais, e quaisquer subvenções com que se tenha obrigado a auxilia-las. Vide igualmente o §11 do Art. 12 (Disposições Gerais) da Lei nº 1.114 de 27 de setembro de 1860, fixando a despesa e orçando a receita do Império.
- Decreto nº 2.492 de 30 de setembro de 1859: Manda observar o novo regulamento para a Tipografia Nacional.
- Decreto nº 2.500 A de 1 de novembro de 1859: Cria o Imperial Instituto Baiano de Agricultura.
- Decreto nº 1.067 de 28 de julho de 1860: Manda executar a resolução da Assembleia Geral que cria uma nova secretaria de Estado com a denominação Secretaria de Estado dos Negócios da Agricultura, Comércio e Obras Públicas.
- Decreto nº 1.082 de 18 de agosto de 1860: Altera a Lei nº 387 de 19 de agosto e Decreto nº 842 de 19 de setembro sobre eleições.
- Lei nº 1.083 de 22 de agosto de 1860: Contém providências sobre os bancos de emissão, meio circulante e diversas companhias e sociedades,
- Decreto nº 1.096 de 10 de setembro de 1860: Manda executar a resolução legislativa que regula os direitos civis e políticos dos filhos de estrangeiros nascidos no Brasil, cujos pais não estiverem em serviço de sua nação, e dos estrangeiros que casarem com brasileiras e destas que casarem com estrangeiros.
- Decreto nº 2.536 de 25 de fevereiro de 1860: Organiza o quartel-general da Marinha.
- Decreto nº 2.537 de 2 de março de 1860: Manda observar o regulamento da Casa da Moeda.
- Decreto nº 2.541 de 3 de março de 1860: Reorganiza o Arquivo Público do Império.
- Decreto nº 2.542 de 3 de março de 1860: Estabelece uma escola de maquinistas no arsenal da Marinha da Corte.
- Decreto nº 2.548 de 10 de março de 1860: Dá regulamento ao tribunal do Tesouro para tomada de contas aos responsáveis para com a Fazenda nacional.
- Decreto nº 2.551 de 17 de março de 1860: Manda observar o regulamento da recebedoria.
- Decreto nº 2.582 de 21 de abril de 1860: Aprova o regulamento orgânico das escolas militares do Império, modificando o de 1º de março de 1858.
- Decreto nº 2.583 de 30 de abril de 1860: Reorganiza os arsenais de Marinha do Império.
- Decreto nº 2.587 de 30 de abril de 1860: Dá regulamento ao corpo de bombeiros.
- Decreto nº 2.607 de 30 de junho de 1860: Cria o Imperial Instituto Fluminense de Agricultura.
- Decreto nº 2.614 de 21 de julho de 1860: Dá regulamento para organização e serviço dos telégrafos elétricos.
- Decreto nº 2.621 de 22 de agosto de 1860: Dá instruções para execução do Decreto nº 1.082 de 18 de agosto, sobre eleições.
- Decreto nº 2.647 de 19 de setembro de 1860: Manda executar o regulamento das alfândegas e mesas de rendas.
- Decreto nº 2.662 de 6 de outubro de 1860: Aprova o plano da organização dos corpos de guarnição do Exército.
- Decreto nº 2.677 de 22 de outubro de 1860: Aprova o regulamento para a secretaria de Estado da Guerra, repartições do ajudante general do Exército, quartel-mestre e contadoria geral da guerra.
- Decreto nº 2.685 de 10 de novembro de 1860: Estabelece regras para boa execução do Art. I° §§10, 3°, 4° e 80, e Art. 20 §§10, 11, 12 e 13, etc., da Lei nº 1.083 de 22 de agosto de 1860 relativamente aos Bancos de Circulação.
- Decreto nº 2.691 de 14 de novembro de 1860: Marca o caso de falência dos bancos e outras companhias e sociedades anônimas, e o processo que em tais casos se deve seguir.
- Decreto nº 2.694 de 17 de novembro de 1860: Regula a emissão de bilhetes e outros escritos ao portador (Lei nº 1.083 de 22 de agosto de 1860, §10, Art. 10).
- Decreto nº 2.708 de 15 de dezembro de 1860: Manda executar no município da Corte o regulamento desta data para a arrecadação da taxa de heranças e legados.
- Decreto nº 2.711 de 19 de dezembro de 1860: Contém diversas disposições sobre a criação e organização dos bancos, companhias, sociedades anônimas e outras, etc.
- Decreto nº 2.713 de 26 de dezembro de 1860: Manda executar o regulamento do imposto do selo, etc.
- Decreto nº 2.726 de 12 de janeiro de 1861: Promulga o tratado de limites e navegação fluvial celebrado entre o Brasil e a República da Venezuela em 5 de maio de 1859.
- Decreto nº 2.733 de 23 de janeiro de 1861: Marca o modo de se verificarem as transações e as transferências de ações de companhias ou sociedades anônimas, dos títulos da dívida pública, etc.
- Decreto nº 2.734 de 23 de janeiro de 1861: Dá novo regulamento à inspeção de saúde dos portos.
- Decreto nº 2.741 de 9 de fevereiro de 1861: Dá nova organização ao Instituto Comercial do Rio de Janeiro.